# AmigaOne X1000

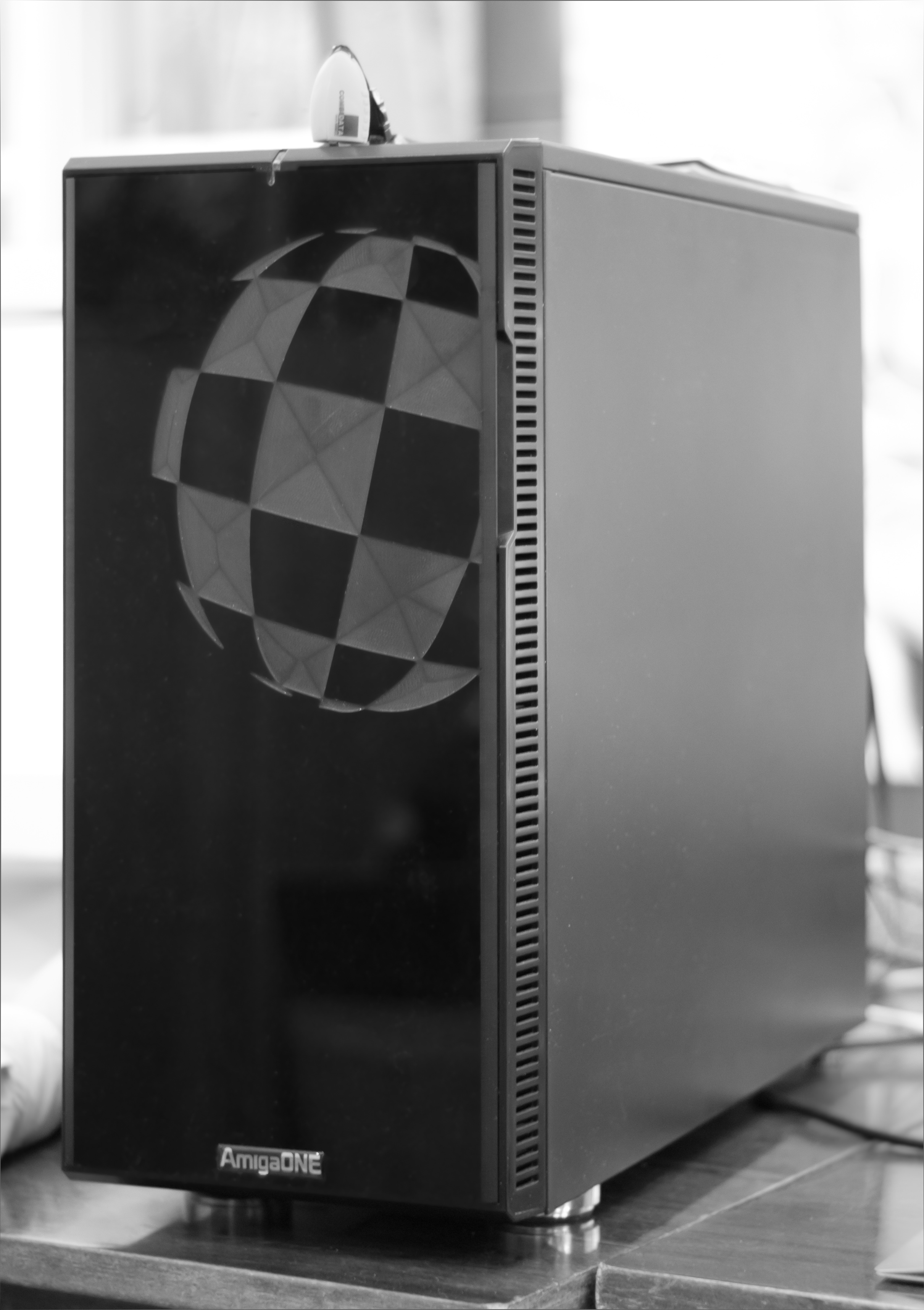
AmigaOne X1000

AmigaOne X1000 je PowerPC počítač navržený jako špičková platforma pro AmigaOS 4. Vývoj počítače byl oznámen společností A-EON Technology, která jej vyvíjí ve spolupráci s Hyperion Entertainment a uvedení na trh se očekává koncem roku 2011. Jméno počítače vychází ze jména počítače Amiga 1000, který vyrobila firma Commodore v roce 1985.

## Historie
Eon-Technology je soukromá společnost vytvořená Trevorem Dickinsonem, Anthony Moorleyem a Benem Hermansem v roce 2009 výhradně za účelem vývoje nového hardwaru pro AmigaOS, konkrétně pro verzi 4 a následující. Firma se zaměřila na hi-end s cílem vytvořit v rámci projektu X1000 počítač, který bude pokračovat v původním odkazu Amigy.
Partnerství s Hyperion Entertainment bylo zpočátku navázáno kvůli konzultacím s klíčovými vývojáři AmigaOS 4. Bylo potřeba zjistit, co by měla nová generace Amiga počítače obnášet, aby co nejvíce vyhovovala nárokům AmigaOS 4. Jedním z důležitých rozhodnutí bylo, že by měl být výsledný počítač postaven na míru včetně nově navržené základní desky, skříně i periferií. Tím se tento počítač vyčlenil z původní strategie počítačů AmigaOne.
Ještě před dojednáním výsledné konfigurace byla jako partner vybrána společnost Varisys s ohledem na její zkušenosti s architekturou PowerPC a oblastí paralelních výpočtů. Navázání tohoto partnerství mělo za následek, že se do architektury počítače AmigaOne X1000 dostal čip XMOS XCore. Firma A-EON tento čip označuje jako koprocesor „Xena“.
První prototyp byl vyroben v polovině roku 2009 a na konci roku 2009 začal Hyperion Entertainment s portováním AmigaOS na X1000. V červnu roku 2010 již bootoval počítač AmiguOS z pevného disku. Debutoval na Vintage Computer festivalu v Bletchley Park 19. a 20. června 2010 při společné prezentaci Hyperion Entertainment, A-EON Technology a Varisys, které zde oznámili své partnerství.

## Uvedení na trh
Původní záměr byl, aby byl počítač k dispozici do léta 2010, ale A-EON Technology oznámila na Vintage Computer festivalu, že uvedení bude odloženo. V srpnu 2011 začal Varisys s výrobou první série revize 2.1 základní desky určené pro betatestování. V lednu 2012 A-Eon oznámil, že AmigaKit.com začne zákazníkům prodávat AmigaOne X1000 s AmigaOS4.1 Update 5 a součástí by měla být licence na stažení AmigaOS4.2 do budoucna, až vyjde.

## Specifikace

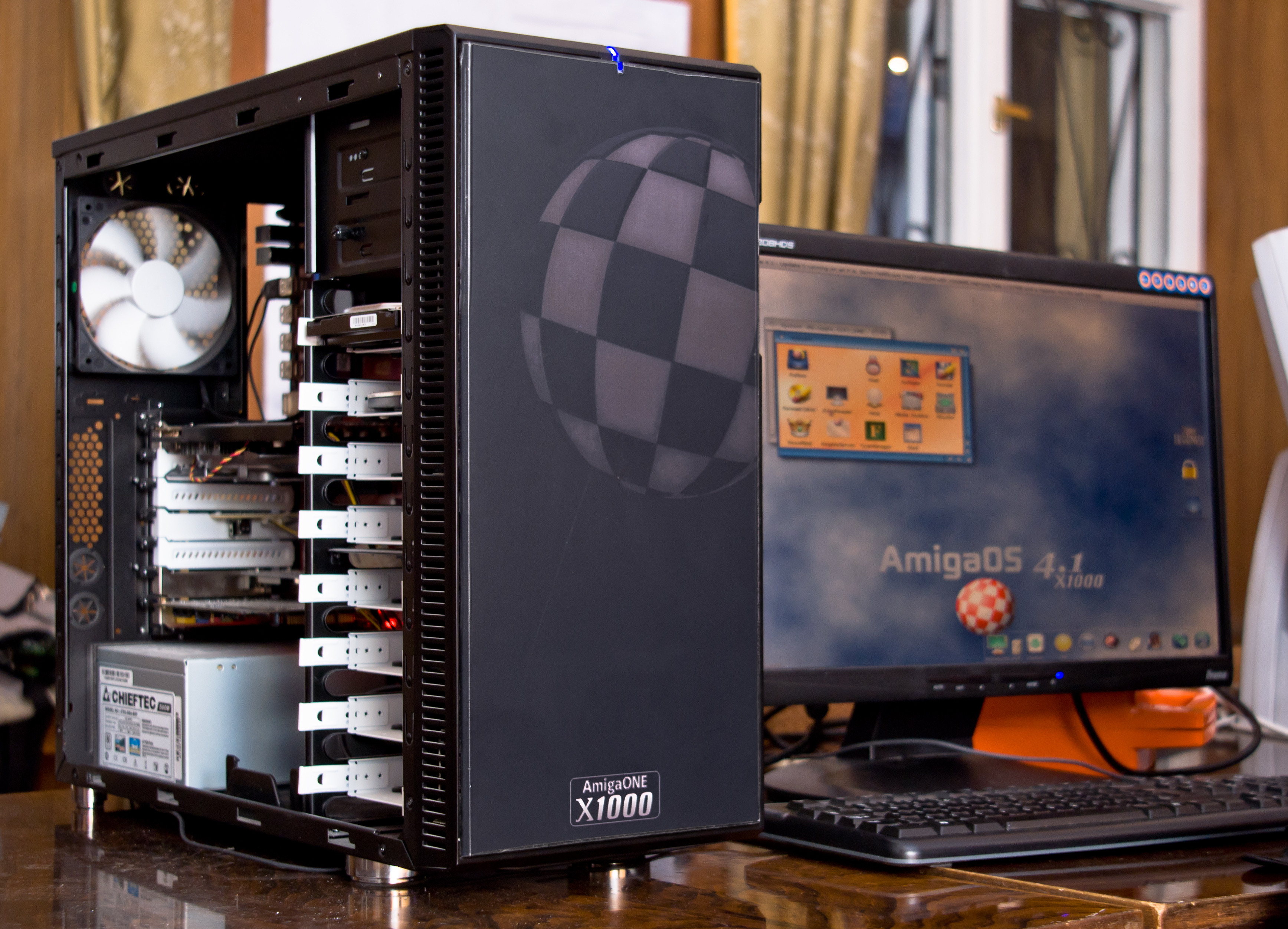
Operační systém AmigaOS 4.1 běžící na počítači AmigaOne X1000

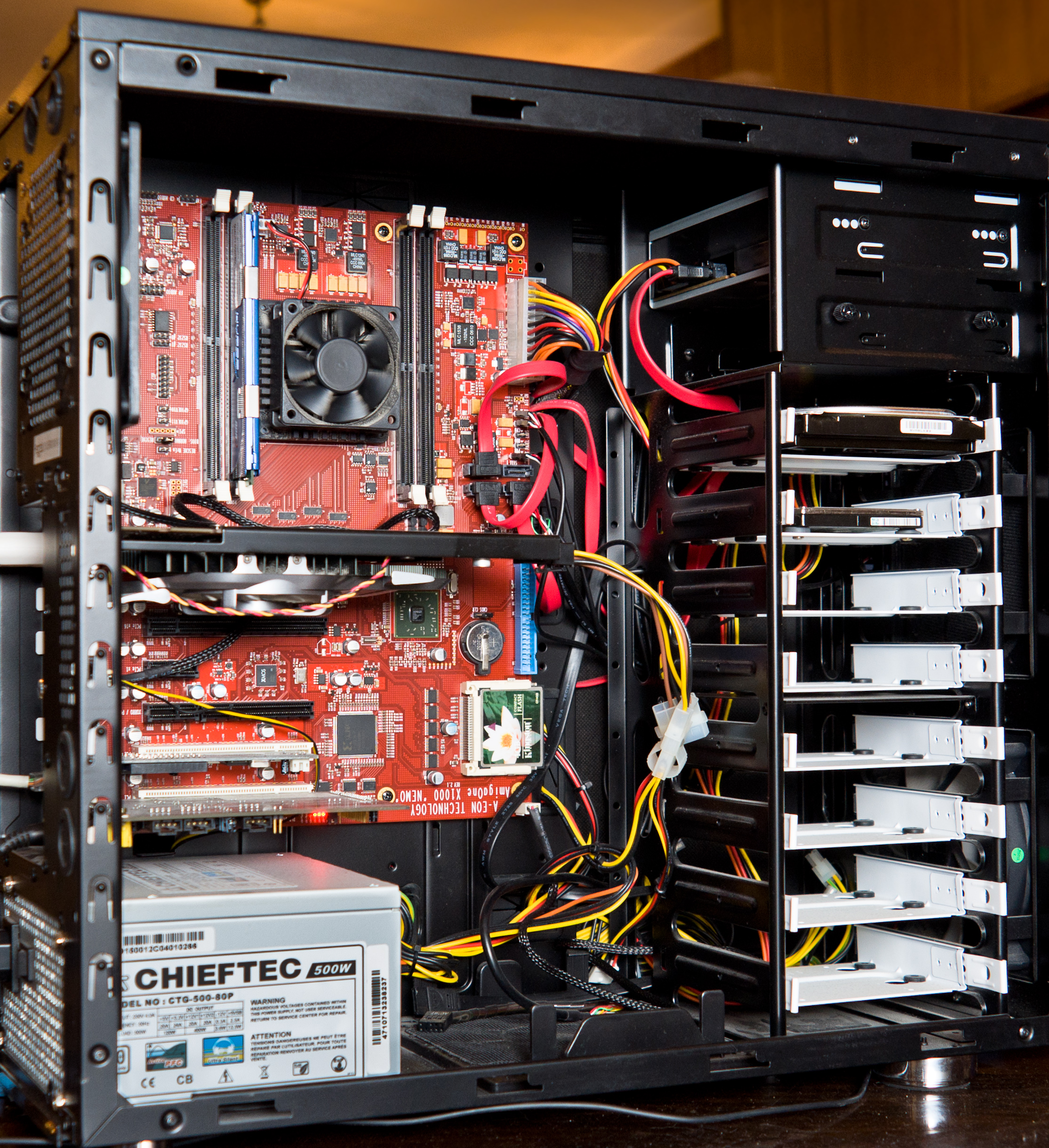
Základní deska AmigaOne X1000

Specifikace ze stránek A-EON Technology:
- Černá perleťová nebo bílá skříň[12]
- ATX platforma
- dvoujádrový procesor PWRficient PA6T-1682M 1.8 GHz PowerISA v2.04+[13]
- koprocesor Xena 500 MHz XCore XS1-L2 124 SDS
- ATI Radeon R700 grafická karta
- 7.1 kanálová HD audio zvuková karta
- 4 sloty DDR2 SDRAM
- 10× USB 2.0
- 1× Gigabit Ethernet
- 2× PCIe ×16 sloty (1×16 nebo 2×8)
- 2× PCIe ×1 sloty
- 2× PCI sloty
- 1× Xorro slot
- 1× Compact Flash
- 2× RS-232
- 4× SATA 2 konektory
- 1× PATA konektor
- 1× JTAG konektor

## Koprocesor Xena
Xena je novinkou řady AmigaOne. Xena je označení pro čip XMOS XCore XS1-L2 124, který je na desce X1000 připojen přes slot Xorro, upravený slot PCI-Express. XCore XS1 je architektura řízená událostmi škálovatelná spojeními mezi jádry s nízkou odezvou a spojeními mezi vlákny jednotlivých jader s nulovou odezvou. Xena, jednojádrový XS1, má osm hardwarových jader, které společně poskytují výkon maximálně 500 MIPS.
Zhruba jedna čtvrtina I/O linek Xena je přímo připojena k CPU místní sběrnicí, zatímco zbývající tři čtvrtiny jsou připojeny k slotu Xorro. Tyto I/O linky na slot Xorro jsou softwarově konfigurovatelné pomocí "XC", což je sada rozšíření programovacího jazyka C. Poskytují nízkou latenci připojení jak do hlavního systému, tak do jakékoliv Xorro extenze, jako je vzorkování dat nebo vlastní hardwarová kontrola nad Xorro. Proto je také možné spojit další XCore čipy Xena přes Xorro, a tím dále rozšiřovat výkon koprocesoru.